# Llámame Brooklyn
Llámame Brooklyn es una novela escrita por Eduardo Lago ganadora del Premio Nadal en el año 2006, en esta novela, el personaje principal es Gal Akerman, quien fallece, pero antes de fallecer le hace prometer a su amigo "Ness" que eche un vistazo y publique su libro titulado Brooklyn, sin duda alguna es una novela impresionantemente llena de detalles.